# Literatura creștină
Literatura creștină cuprinde scrierile Sfinților Părinți ai Bisericii Creștine din primele secole ale mileniului I d.Hr.

## Autori
- Matei Evanghelistul
- Marcu Evanghelistul
- Luca Evanghelistul
- Ioan Evanghelistul
- Boethius
- Fericitul Augustin
- Ambrozius
- Ioan Gură de Aur
- Ioan Damaschin
- Vasile cel Mare